# نیروی زمینی امپراتوری آلمان
نیروی زمینی امپراتوری آلمان (به آلمانی: Kaiserlich Deutsches Heer) نیروی متحد زمینی و هوایی امپراتوری آلمان بود. اصطلاح دویچه هِیر (Deutsches Heer) برای نیروی زمینی بوندس‌ور، نیروهای مسلح کنونی جمهوری فدرال آلمان نیز استفاده می‌شود. نیروی زمینی امپراتوری آلمان پس از وحدت آلمان تحت رهبری پادشاهی پروس در سال ۱۸۷۱ تشکیل و در سال ۱۹۱۹، پس از شکست امپراتوری آلمان در جنگ جهانی اول منحل شد.

## تشکیل و نام

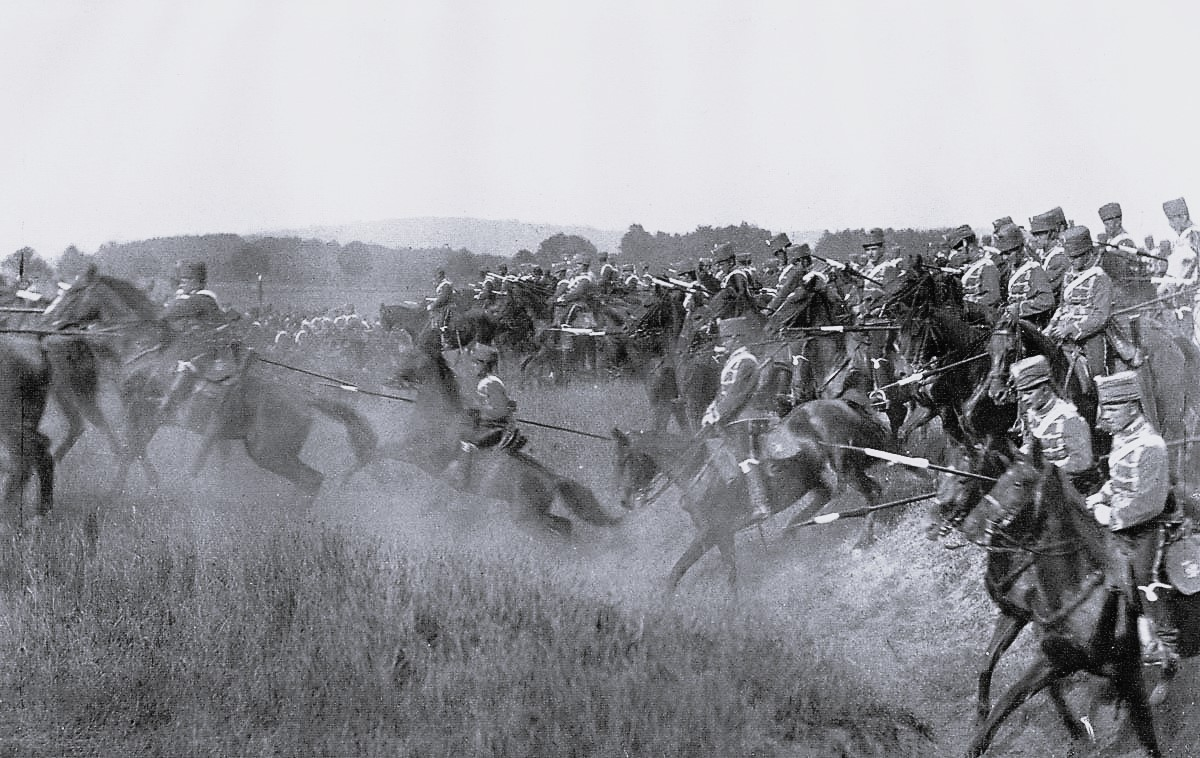
هوسارهای نیروی زمینی آلمان در حمله در مانورها، ۱۹۱۲

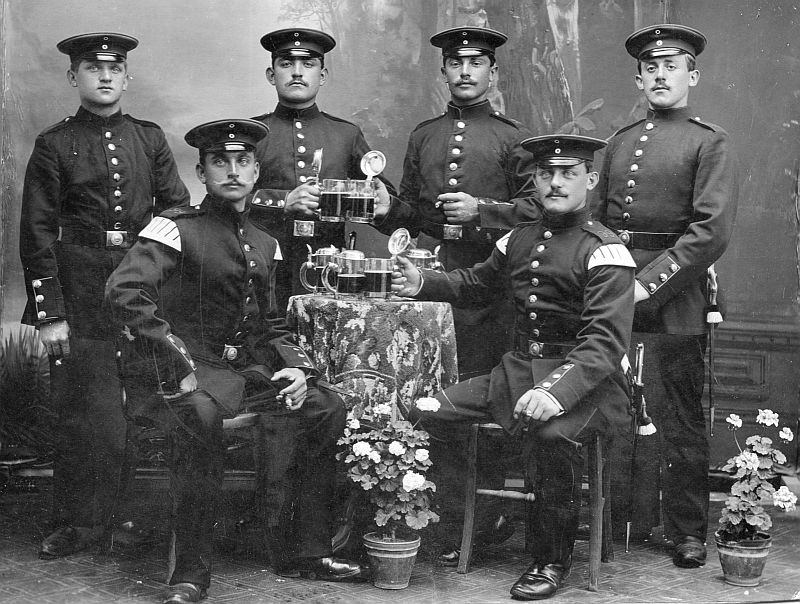
سربازان نیروی زمینی آلمان، ۱۸۹۸

دولت‌هایی که امپراتوری آلمان را تشکیل می‌دادند، نیروی زمینی خود را مشارکت دادند. در کنفدراسیون آلمان، که پس از جنگ‌های ناپلئونی شکل گرفت، هر ایالت مسئول حفظ واحدهای خاصی بود که در صورت درگیری در اختیار کنفدراسیون قرار می‌گرفت. هنگامی که با هم کار می‌کردند، واحدها به عنوان نیروی زمینی فدرال (Bundesheer) سیستم نیروی زمینی فدرال در درگیری‌های مختلف سده نوزدهم عمل کرد، مانند جنگ اول شلسویگ از ۱۸۴۸ تا ۱۸۵۰، اما در زمان جنگ دوم شلسویگ در ۱۸۶۴، تنش بین قدرتهای اصلی کنفدراسیون، امپراتوری اتریش و پادشاهی پروس و کنفدراسیون آلمان پس از جنگ اتریش و پروس در سال ۱۸۶۶ منحل شد.
پروس کنفدراسیون آلمان شمالی را تشکیل داد و این پیمان برای حفظ نیروی زمینی فدرال و نیروی دریایی فدرال (Bundesmarine یا Bundeskriegsmarine) قوانین دیگر در مورد وظیفه نظامی نیز از این اصطلاحات استفاده می‌کردند. بین کنفدراسیون آلمان شمالی و کشورهای عضو، قراردادهایی (که بعداً تعدیل شد) منعقد شد و ارتش‌های خود را در زمان جنگ به ارتش پروس تسلیم کردند و ارتش پروس مسئولیت آموزش سربازان کنفدراسیون را بر عهده گرفت. 
مدت کوتاهی پس از شروع جنگ فرانسه و پروس در سال ۱۸۷۰، کنفدراسیون آلمان شمالی همچنین با دولتهایی که عضو کنفدراسیون نبودند، یعنی بایرن، وورتمبرگ و بادن، در مورد مسائل نظامی قراردادهایی را منعقد کرد.  از طریق این کنوانسیون‌ها و قانون اساسی ۱۸۷۱ امپراتوری آلمان، نیروی زمینی رایش (Reichsheer) ایجاد شد نیروهای پادشاهی بایرن، ساکسون و وورتمبرگ نیمه خودمختار باقی ماندند، در حالی که نیروی زمینی پروس تقریباً کنترل کامل بر ارتش‌های دیگر ایالت‌های امپراتوری را در دست گرفت. قانون اساسی امپراتوری آلمان، مورخ ۱۶ آوریل ۱۸۷۱، منابع قانون اساسی آلمان شمالی را از نیروی زمینی فدرال به هر یک از نیروی زمینی قلمرو تغییر داد (Reichsheer) یا نیروی زمینی آلمان (Deutsches Heer)
پس از ۱۸۷۱، ارتش‌های چهار پادشاهی متمایز باقی ماندند. اصطلاح «نیروی زمینی آلمان» در اسناد مختلف حقوقی مانند قانون مجازات نظامی استفاده می‌شد، اما در غیر از متون حقوقی، ارتش‌های پروس، باواریا، ساکسون و وورتمبرگ مستقل بودند و نام پادشاهی‌های خود را یدک می‌کشیدند. هر پادشاهی وزارت جنگ مخصوص به خود را داشت؛ بایرن و زاکسن، فهرست درجه‌های نظامی و رتبه‌بندی خود را برای افسران خود ایجاد کردند و فهرست وورتمبرگ فصل جداگانه ای از لیست رتبه‌های ارتش پروس بود. واحدهای وورتمبرگ و ساکسون بر اساس سیستم پروس شماره گذاری شدند اما واحدهای باواریایی شماره خود را حفظ کردند (هنگ دوم پیاده‌نظام وورتمبرگ هنگ پیاده‌نظام شماره ۱۲۰ تحت سیستم پروس بود).

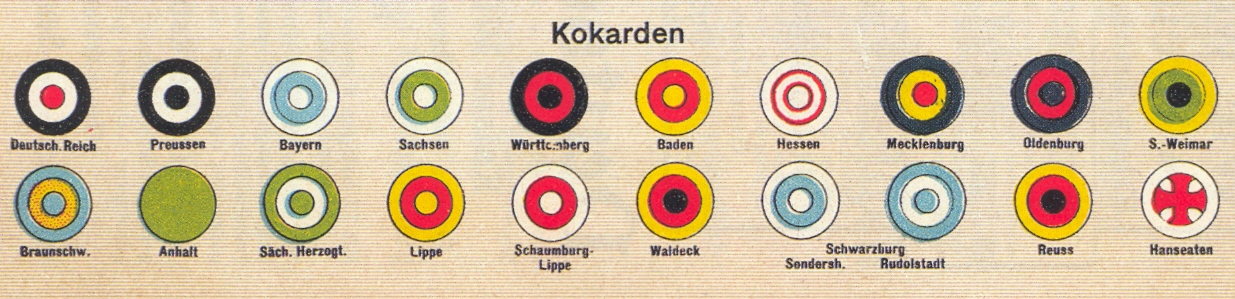
نشان‌های روی کلاه؛ نشان امپراتوری و دوکی‌های ایالات امپراتوری آلمان

## رده افسران و آموزش آن‌ها
در ساختار نیروی زمینی امپراتوری آلمان به افسران جز، با سنی نسبتاً جوان، مسئولیت‌های بزرگی تعلق می‌گرفت. برلی مثال، سال ۱۹۱۶ رئیس بخش عملیات‌ها، برجسته‌ترین بخش ستاد کل این نیرو، تنها یک سرگرد بود. از دوازده نفری که در ساختار سازمانی نیرو بلافاصله زیر فرماندهان عالی قرار داشتند تنها سه تن ژنرال و مابقی افسران جز بودند. بدین شکل افسران جز به صورت گسترده‌ای در جایگاه‌های عالی به‌کارگرفته می‌شدند. این مسئله که حالت منحصربه‌فردی به امپراتوری آلمان در میان سایر کشورها داده بود، یکی از دلایل جذب شدن افراد با استعداد به نیروی زمینی آن می‌شد. نتیجتاً، آلمان با تعداد بسیار بیشتری افسر نسبت به سایر قدرت‌های درگیر، وارد جنگ جهانی اول گردید و از مزیت کَمّی قابل توجهی برخوردار بود. برخلاف کشورهای دیگر همچون فرانسه که دچار کمبود داوطلبان مناسب بودند، تعداد افراد واجد شرایط در آلمان برای ورود به رسته افسران نیروی زمینی به اندازه‌ای بود که ظرفیت و توان مالی کافی برای جذب همه آن‌ها وجود نداشت. از این رو، افراد با تحصیلات و پیش‌زمینه مناسب، پس از گذران یک سال خدمت داوطلبانه در زمره افسران ذخیره قرار می‌گرفتند. این افراد اگر قادر به کسب مدرک قبولی از دانشکده ثانویه پیشرفته می‌شدند، می‌توانستند وارد خدمت اصلی گردند. تا سال ۱۹۱۳ حدود ۱۲۰٬۰۰۰ نفر جزو افسران ذخیره نیروی زمینی امپراتوری آلمان بودند که سه برابر تعداد افسران فعال بود. بدین ترتیب آلمان هنگام آغاز جنگ جهانی اول از منظر تعداد افسران در برابر فرانسه، برتری شش به یک یافت.
هر دو دسته افسران نیروی زمینی امپراتوری آلمان سطح آموزشی بالایی داشتند. نظام دانشکده‌های آموزشی این نیرو تا سال ۱۹۱۴ از کیفیت و گستردگی قابل ملاحظه‌ای برخوردار بود. درجه عالی این دانشکده‌ها حتی موجب اقرار دشمنان آلمان از جمله بریتانیایی‌ها می‌شد. در این زمان فرانسه و بریتانیا فاقد نظام مشابهی برای آموزش افسران آینده خود بودند. مزیت بالا در تعداد افسران آموزش‌دیده توضیح‌گر موضوع بهتر بودن نیروی زمینی آلمان در آموزش سربازان نسبت به دیگر کشورها و توانایی آن در توسعه تاکتیک‌هایی جهت استفاده کامل از فناوری‌های انقلابی بود. برآوردی از طرف بریتانیایی‌ها توانمندی آلمانی‌ها را در آموزش سربازان با سرعتی سه برابر آن‌ها می‌داند. مزیت نیروی زمینی امپراتوری آلمان در تحصیلات، آموزش و رهبری به معنای امکان کاربرد تسلیحات جدید به شکل مؤثر بود. حملات موفق اولیه و تلفات نامتوازن در جنگ جهانی اول نتیجه «بی‌عرضگی» دشمنان یا اقبال نبود بلکه نیروی زمینی امپراتوری آلمان با بهره‌گیری از این مزیت‌ها عملکرد بهتری در میدان نبرد نشان می‌داد.

## انحلال
نیروی زمینی امپراتوری آلمان، در ۶ مارس ۱۹۱۹ منحل شد.